# Grellia dinophili
Grellia dinophili is een soort in de taxonomische indeling van de Myzozoa, een stam van microscopische parasitaire dieren. Het organisme komt uit het geslacht Grellia en behoort tot de familie Grelliidae. Grellia dinophili werd in 1973 ontdekt door Levine.